# Friedrich Graefe
Friedrich Heinrich Franz Konrad Karl Graefe (* 10. Dezember 1855 in Wiesbaden; † 2. Dezember 1918 in Darmstadt) war ein deutscher Mathematiker und Hochschullehrer.

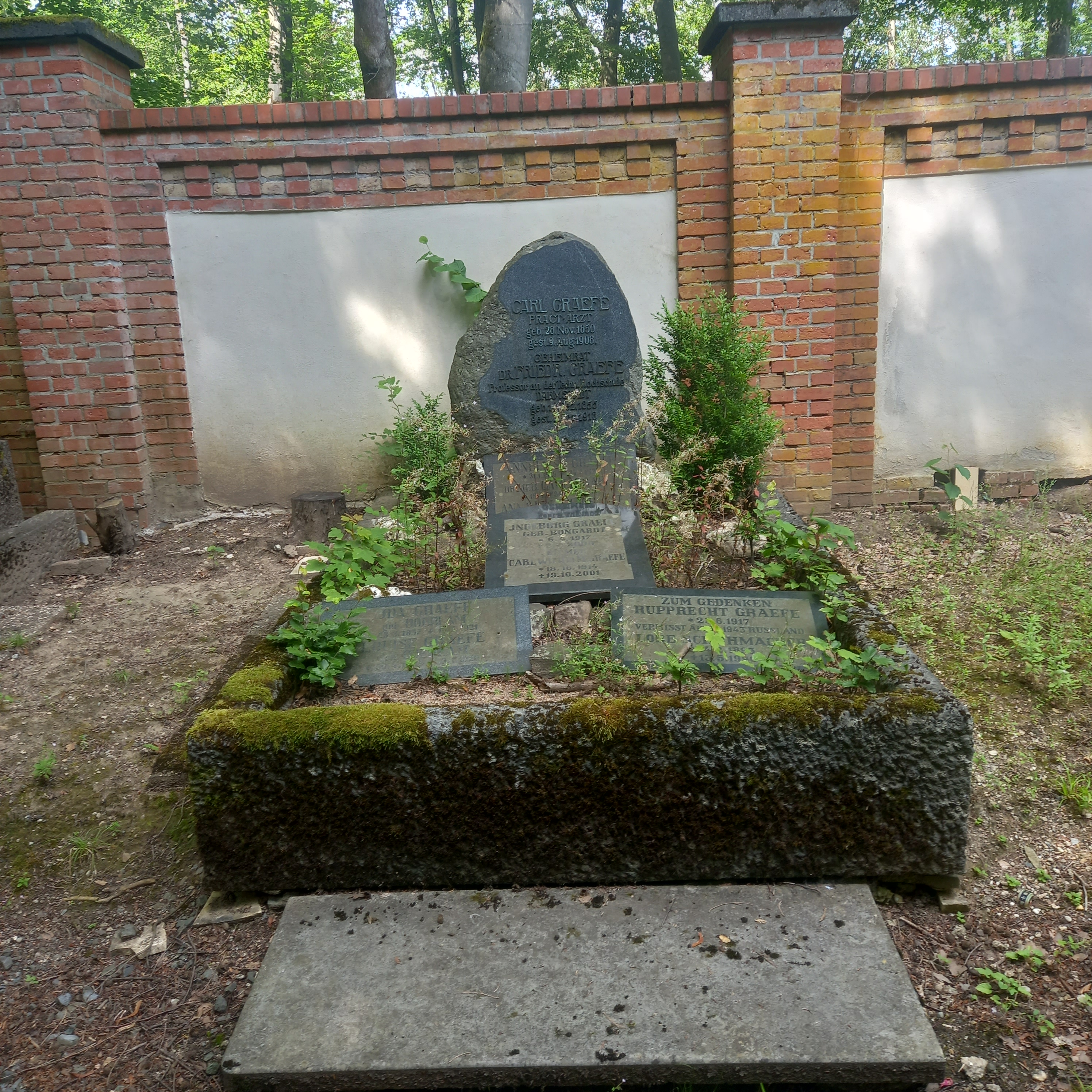
Das Grab von Friedrich Graefe und seiner Ehefrau Ida geborene Doerlam im Familiengrab auf dem Nordfriedhof (Wiesbaden)

## Leben
Graefe wurde als Sohn des Mediziners Friedrich Graefe geboren. Nach dem Abitur in Wiesbaden studierte er von 1874 bis 1878 Mathematik in Karlsruhe, München, Zürich und Bern. 1879 wurde er in Bern zum Doktor der Philosophie promoviert. Anschließend war er bis 1881 Privatdozent für Mathematik in Bern. 1881 kam er als Privatdozent für Mathematik an die TH Darmstadt. 1885 wurde ihm in Darmstadt der Professorentitel verliehen. 1894 wurde er Professor an der TH. Dies war mit einem Lehrauftrag für Mathematik verbunden. Drei Jahre später wurde er außerplanmäßiger Professor für höhere Mathematik an der TH Darmstadt. 1907 wurde er schließlich zum außerordentlichen Professor für höhere Mathematik ernannt.
Von 1905 bis zu seiner Emeritierung im September 1918 war er Bibliothekar der Hochschulbibliothek der TH Darmstadt. Dieses Amt versah er wie seine Vorgänger nebenamtlich. In der langen Amtszeit von Graefe gelang es, die personelle Situation der Hochschulbibliothek zu verbessern. Ab 1912 wurde im Haushaltsplan die Stelle eines Bibliotheksgehilfen in eine vollwertige Stelle für die Bibliothek umgewandelt. Damit gelang es erstmals, eine personelle Kontinuität in der Bibliotheksarbeit der Hochschulbibliothek zu gewährleisten. Seit 1921 war dies ein Verwaltungsobersekretär. 
Im Jahr 1888 wurde Graefe zum Mitglied der Leopoldina gewählt.
Friedrich Graefe starb im Dezember 1918, wenige Wochen nach seiner krankheitsbedingten Versetzung in den Ruhestand, kurz vor seinem 63. Geburtstag. Er war seit 1897 mit Ida Doerlam verheiratet.

## Ehrungen
- Juni 1918: Ernennung zum Geheimen Hofrat